# Concurrent training
Il Concurrent training, traducibile come allenamento contemporaneo o concomitante, è un termine che viene utilizzato in ambito scientifico internazionale e in ambito fitness sportivo, per riferirsi ad un tipo di allenamento in cui l'esercizio con i pesi (anaerobico) e l'esercizio di endurance (aerobico) vengono eseguiti consecutivamente nella stessa sessione di allenamento.

## Compatibilità tra esercizio coi pesi ed esercizio di endurance
Idealmente, si potrebbe credere che combinare i due tipici allenamenti fitness, cioè l'allenamento con i pesi e l'allenamento cardio, in un'unica sessione consecutivamente, possa apportare dei maggiori benefici complessivi rispetto alla loro esecuzione singola. L'esercizio aerobico migliora le capacità di endurance, permettendo così anche all'atleta di sport anaerobici con i pesi di recuperare più velocemente durante i tempi di recupero. Questo miglioramento può risultare anche in un minore accumulo di acido lattico e permettere di migliorare l'efficienza nello smaltire i sottoprodotti metabolici. Tuttavia nel mondo scientifico è stata approfonditamente affrontata la questione sugli effetti del Concurrent training sulle prestazioni aerobiche e anaerobiche.
L'allenamento con sovraccarichi e quello di endurance producono adattamenti ampiamente diversificati, i quali non riuscirebbero efficacemente a sovrapporsi tra di loro. L'allenamento anaerobico con i pesi si traduce in genere in un aumento della massa muscolare e della forza muscolare. Al contrario, l'allenamento aerobico di endurance induce un aumento del massimo consumo di ossigeno e adattamenti metabolici che portano ad un aumento della resa durante l'esercizio. In molti sport, la combinazione tra allenamento di forza e di endurance è necessario per migliorare le prestazioni, ma in alcune situazioni in cui l'allenamento di forza e di endurance sono eseguiti simultaneamente, ha luogo una potenziale interferenza nello sviluppo della forza e ipertrofia, il che porta a credere che tale combinazione risulti incompatibile. Il fenomeno dell'allenamento combinato tra pesi ed endurance, è stato descritto per la prima volta nella letteratura scientifica nel 1980 da Robert C. Hickson, dove veniva fatta presente la loro incompatibilità, e anche se studi successivi hanno dato risultati a favore e contro questa conclusione, l'effetto dell'incompatibilità sembra essere piuttosto accreditato. A livello molecolare, sembra esserci una spiegazione per l'interferenza nello sviluppo della forza durante un allenamento combinato, ma è ormai chiaro che diverse forme di esercizio inducono meccanismi antagonisti di segnalazione intracellulare che, a loro volta, potrebbero avere un impatto negativo sulla risposta adattativa del muscolo a questa particolare forma di allenamento combinato. Cioè, l'attivazione dell'enzima AMPK durante l'esercizio di endurance può inibire i segnali che avviano la sintesi proteica inibendo l'attività del mTOR e suoi obiettivi.
In virtù del fatto che questi tipi di allenamento portano ad adattamenti fisiologici specifici diversi e contrapposti, è stato spesso ipotizzato, nonché rilevato da diverse ricerche, che l'uno possa ostacolare gli adattamenti indotti dall'altro. Nonostante le prestazioni dell'esercizio coi pesi e dell'esercizio di endurance aerobico trovino dei margini di miglioramento tramite un protocollo Concurrent training, tali miglioramenti sarebbero attenuati se entrambi vengono svolti molto intensamente. Ci sono prove che l'esercizio aerobico risulti un mediatore delle vie cataboliche, mentre l'esercizio anaerobico al contrario sia un mediatore delle vie anaboliche. Ciò ha portato a formulare la cosiddetta ipotesi "AMPK-PKB switch", che sostiene come i due tipi di esercizio siano incompatibili. Più precisamente, l'esercizio aerobico regola l'AMPK (adenosina monofosfato chinasi), che è associato alle vie metaboliche coinvolte nel metabolismo degli acidi grassi e dei carboidrati. Questo naturalmente ha effetti benefici sulla perdita di grasso. Il problema risiederebbe nel fatto che l'AMPK inibisce anche l'attivazione del PKB-mTOR (bersaglio della rapamicina nei mammiferi), una via metabolica anabolica fondamentale per la sintesi proteica e quindi per la costruzione del muscolo. È stato dimostrato, tuttavia, che questa ipotesi sia troppo semplicistca, poiché esiste una considerevole sovrapposizione nelle risposte di segnalazione agli stimoli meccanici, mettendo in dubbio la validità di questa ipotesi. Invece di un "interruttore" ("switch"), gli adattamenti tra esercizio aerobico e i pesi sembrano verificarsi senza necessariamente un antagonismo tra loro. Diversi studi hanno invece mostrato come il Concurrent training in realtà non porti all'attenuazione della performance aerobica fintanto che la frequenza dell'attività aerobica venga manutenuta al termine dell'esercizio coi pesi. Altre ricerche però rilevano che, ad esempio, il Concurrent training possa ostacolare lo sviluppo della massima capacità aerobica (VO2max). Le ricerche sugli effetti del Concurrent training sullo sviluppo della forza, mostrano anch'essi dei risultati controversi. Alcuni di questi riconoscono che tali guadagni risultino compromessi, mentre altri non ne riconoscono l'eventuale incompatibilità.
I ricercatori che riportarono l'incompatibilità tra i due metodi di allenamento, suggerirono alcune possibili motivazioni:
- Inadeguato riposo tra gli allenamenti: una frequenza troppo alta in relazione al volume o all'intensità del Concurrent training portano al sovrallenamento.
- Fatica residua: eseguire l'allenamento di endurance prima di quello coi pesi porta a compromettere la prestazione in quest'ultimo a causa della fatica.
- Reclutamento muscolare compromesso: i due diversi allenamenti comportano degli adattamenti neuromuscolari opposti. Ad esempio, avviene una maggiore conversione da fibre rapide (tipo II) a lente (tipo I), e viene attenuata l'ipertrofia della fibre di tipo I.

Diversi studi che hanno mostrato l'incompatibilità hanno esaminato dei protocolli di 3 giorni a settimana di esercizio coi pesi combinato con 3 giorni di allenamento di endurance in giorni alternati, o da 4 a 6 giorni a settimana di allenamenti che combinavano le due modalità nella stessa sessione, quindi il sovrallenamento avrebbe potuto avere un'influenza su tali risultati. Quando entrambi venivano eseguiti nella stessa sessione (con una frequenza di 3 giorni a settimana, con un intervallo di uno o più giorni tra gli allenamenti), l'incompatibilità non era evidente. Altri studi hanno indicato che 4 sessioni di allenamento separate a settimana erano meglio di 2 giorni a settimana di Concurrent training per migliorare la forza massima sul Leg press (miglioramento rispettivo del 25 e del 13%). In questo caso sembrerebbe che aumentare il recupero tra le sessioni di allenamento possa attenuarne l'incompatibilità. Häkkinen et al. (2003) riportarono simili incrementi della forza dopo 21 settimane di Concurrent training e il solo esercizio coi pesi. Tuttavia, il protocollo di sola resistenza ha mostrato un maggior sviluppo della forza, mentre il Concurrent training ha attenuato questo incremento. Leveritt e Abernethy (1999) esaminarono la performance coi pesi eseguita 30 minuti dopo 25 minuti di attività aerobica e rilevarono che il numero di ripetizioni eseguito dopo l'esercizio di endurance erano ridotto dal 13 al 36% dopo 3 serie. La prestazione sugli esercizi coi pesi per la parte inferiore potrebbero essere ridotti quando l'attività di endurance viene eseguita prima. Quindi si potrebbe concludere che l'esercizio coi pesi e di endurance possano essere eseguiti simultaneamente nel caso venga permesso un adeguato recupero tra le sessioni, nel caso in cui l'esercizio coi pesi venga eseguito prima, e che il volume e l'intensità dell'esercizio aerobico non siano eccessivi.

## Concurrent training per l'ipertrofia e la forza
Si ritiene che la combinazione tra allenamento coi pesi e di endurance nella stessa seduta possa inibire lo sviluppo di queste componenti se confrontato con il solo allenamento con sovraccarichi. Secondo gran parte della letteratura scientifica, combinare l'allenamento coi pesi con quello aerobico sopprime alcuni degli adattamenti all'allenamento per la forza, anche se può migliorare alcuni aspetti della capillarizzazione nel muscolo scheletrico. Molti indicano che la combinazione dei due metodi di allenamento porta ad un'attenuazione dei miglioramenti delle prestazioni e degli adattamenti fisiologici tipici del singolo allenamento. Ulteriori test sembrano invece stabilire che il concurrent training influisca in negativo sui guadagni di forza ottenibili coi pesi, ma non vada ad ostacolare l'incremento del VO2max favorito dall'endurance.
A questo proposito sono state formulate ulteriori ipotesi, di natura cronica e acuta, per cercare di spiegare il fenomeno di inibizione dello sviluppo della forza durante l'allenamento combinato. L'"ipotesi cronica" sostiene che il muscolo scheletrico non possa adattarsi metabolicamente o morfologicamente ad entrambi i metodi di allenamento. Questo perché molti adattamenti a livello muscolare osservato in risposta all'esercizio coi pesi sono diversi da quelli osservati dopo l'esercizio aerobico di endurance. L'osservazione che vede i cambiamenti del tipo e delle dimensioni delle fibre muscolari dopo l'allenamento combinato diversi da quelli osservati dopo l'allenamento della sola forza, forniscono un sostegno all'ipotesi cronica. L'"ipotesi acuta" sostiene che la stanchezza residua dalla componente di endurance nell'esercizio combinato comprometta la capacità di sviluppare tensione durante la parte dell'allenamento dedicata alla forza nell'allenamento combinato. Si propone che ripetute riduzioni acute nella qualità delle sessioni di allenamento poi portano ad una riduzione dello sviluppo della forza nel tempo. Fattori della fatica periferica come il danno muscolare e la deplezione di glicogeno muscolare e sono stati implicati come possibili meccanismi della fatica associati all'ipotesi acuta.
Si è notato ad ogni modo che sia l'allenamento coi pesi, che la sua combinazione con l'allenamento di endurance, portano ad una simile iperotrofia della fibra 2ª (intermedia). Tuttavia l'ipertrofia della fibra rossa aumentava tra le 2 e le 9 volte nel solo esercizio coi pesi rispetto ai pesi in combinazione con l'endurance. Altre ricerche hanno mostrato risultati opposti, sostenendo che un programma combinato non impedisca dei miglioramenti della forza e ipertrofia, rispetto al solo programma anaerobico.
Secondo una review di Hawley (2009), combinare l'esercizio coi pesi con il cardio nella stessa sessione può sopprimere i geni dell'anabolismo. Il cardio prima dei pesi sopprime gli ormoni anabolici come GH e IGF-1, mentre il cardio dopo i pesi aumenta il catabolismo muscolare. Apró et al. (2013) non mostrarono alcun effetto negativo sulla segnalazione mTOR con 30 minuti di pedalata effettuata a seguito di un allenamento coi pesi. Tuttavia lo studio esaminava solo la risposta acuta, ma la causa dell'effetto inibitorio del concurrent training a lungo termine potrebbe essere l'effetto cumulativo. In un'importante meta-analisi recente su 21 studi pubblicata da Wilson et al. (2012) venne identificata una relazione negativa tra la frequenza e il volume (la durata) dell'attività di endurance per i guadagni di ipertrofia, forza e potenza. I loro risultati indicarono che l'interferenza dell'attività di endurance sui guadagni muscolari dell'attività con i pesi fosse in realtà condizionata dalla modalità, dalla frequenza e dalla durata dell'esercizio di endurance selezionato. In altri termini, un'attività aerobica a moderata o bassa frequenza, a moderato o basso volume, e a moderata o bassa intensità tende ad interferire meno, o a non interferire, sui guadagni e sugli adattamenti indotti dall'esercizio con sovraccarichi. Ulteriori studi molto recenti (Jones et al., 2013) confermano come la maggiore frequenza dell'esercizio di endurance sia correlata con una proporzionale interferenza nei guadagni di e forza ipertrofia, suggerendo per tanto di moderare la frequenza se l'obiettivo principale dell'atleta è lo sviluppo di questi adattamenti.

## Benefici del Concurrent training
Gli effetti del Concurrent training sono stati messi in discussione per quanto riguarda la massimizzazione delle prestazioni aerobiche e anaerobiche che, in questo contesto, soprattutto in determinate condizioni potrebbero essere compromesse. Tuttavia molti altri studi hanno riconosciuto un maggiore beneficio nell'effettuare entrambi i tipi di allenamento, anche se non necessariamente nella stessa seduta.
L'impostazione di un programma di allenamento che preveda l'esercizio coi pesi in supporto a quello di endurance (anche in sedute separate) può infatti apportare ulteriori benefici e miglioramenti rispetto alla sola endurance. L'integrazione di un programma con i pesi all'attività aerobica può contribuire a mantenere elevato il metabolismo basale mantenendo e/o aumentando la massa magra, e ridurre ulteriormente la massa grassa durante un regime ipocalorico. Inoltre l'integrazione dell'esercizio con i pesi all'endurance contribuisce ad aumentare la forza muscolare, e migliorare la densità minerale ossea.
Ferrara et al. (2004) conclusero che l'aggiunta dell'allenamento con i pesi ad un programma aerobico migliora il metabolismo degli zuccheri nel sangue su uomini sovrappeso. Gli uomini seguivano un programma che prevedeva una camminata su treadmill per 45 minuti, per due giorni alla settimana. L'aggiunta dell'allenamento con i pesi nella sessione (2 serie da 15 ripetizioni, per 6 esercizi) ha aumentato la forza del 28% nella parte superiore del corpo e del 46% nella parte inferiore. L'allenamento con i pesi ha favorito una diminuzione del 25% di insulina nel sangue, importante per ridurre la pressione arteriosa, la resistenza insulinica, i livelli colesterolo e il grasso addominale, e prevenire il diabete di tipo 2.
Kang et al. (2005) rilevarono che a seguito dell'esercizio con i pesi, il battito cardiaco e i livelli di acido lattico ritornano ai livelli basali più rapidamente nei soggetti con una maggiore capacità aerobica (maggiori livelli di massimo consumo di ossigeno=100% VO2max). Inoltre, l'esercizio coi pesi svolto a bassa/moderata intensità e moderato/alto volume creano un maggiore incremento del metabolismo durante il recupero (EPOC). Il programma con i pesi consisteva in tre sessioni da 4 serie di squat. L'intensità e il volume cambiavano in ognuno dei tre allenamenti (15 rip. al 60% 1 RM; 10 rip. al 75% 1 RM; 4 rip. al 90% 1 RM). Lo studio in altre parole dimostrò che il fitness cardiovascolare e la capacità aerobica (qualità migliorabili con l'attività cardio) sono importanti anche per gli atleti coi pesi. Per tanto integrare l'attività cardio ai pesi riesce a facilitare il recupero nell'atleta di forza.

### Benefici sulla composizione corporea
L'attività aerobica di endurance a frequenza cardiaca costante (Steady State Training) viene considerato un metodo efficace e molto comune per ridurre la massa grassa o il peso ponderale. Bisognerebbe però riconoscere che la riduzione della massa grassa e del peso ponderale non sono sinonimi, in quanto si potrebbe innescare la perdita dell'uno e non dell'altro. Alcuni programmi per la perdita di grasso, ad esempio, possono ridurre la massa grassa senza ridurre, oppure aumentando, il peso corporeo. Altri invece possono ridurre molto il peso ponderale andando ad intaccare anche la massa magra, evento che andrebbe ad incidere in negativo sul mantenimento di un metabolismo basale elevato così da poter facilitare la conseguente perdita di grasso sul lungo termine. È stato spesso riconosciuto che alcuni programmi per la perdita di peso in cui viene prevista solo l'attività aerobica portano effettivamente anche ad una riduzione della massa magra, oltre che di quella grassa, compromettendo di conseguenza l'efficienza metabolica nell'ossidazione di grassi. Quando invece nei programmi per la perdita di peso viene integrata l'attività anaerobica con i pesi assieme al cardio, si è riscontrato che questo possa evitare il decremento della massa magra, tendendo anzi a sviluppare maggiormente tale componente. Inoltre, è stato dimostrato che anche la sola attività anaerobica con i pesi riesca a favorire efficacemente la perdita di peso al pari dell'attività aerobica, ed è stato spesso rilevato che il Concurrent training abbia enfatizzato maggiormente il dispendio calorico post-allenamento (EPOC) e la perdita di grasso, rispetto all'esecuzione della sola attività aerobica o anaerobica. Sembra inoltre che il Concurrent training riesca ad intaccare maggiormente il grasso addominale.

## Ordine degli esercizi: cardio prima o dopo i pesi
Nell'organizzazione di un Concurrent training, esiste una certa confusione tra i professionisti del fitness, i quali, a volte senza alcuna convalida scientifica, si trovano spesso in contrasto nell'ipotizzare l'ordine degli esercizi più vantaggioso, cioè se impostare l'attività aerobica prima di quella anaerobica o viceversa.
Tra i presunti vantaggi di eseguire l'attività con i pesi prima di quella aerobica, si fa strada la teoria che questa impostazione sia superiore perché permette che le fonti di glicogeno - la fonte energetica glucidica meglio adatta per attività anaerobiche brevi e intense - siano sfruttate maggiormente per questo scopo, e che la successiva attività di endurance attinga maggiormente dalle scorte lipidiche a causa della precedente riduzione delle scorte di glicogeno. Questo permetterebbe di non accusare un'eccessiva stanchezza nell'esercizio di endurance e di non compromettere la prestazione con i pesi. L'esercizio con i pesi andrebbe infatti affrontato in condizioni di "freschezza atletica", senza che venga compromessa la prestazione, la concentrazione e la motivazione, come avverrebbe facendo precedere il cardio. Un'altra motivazione sarebbe strettamente pratica; l'esercizio aerobico causa una sudorazione molto più intensa, creando motivi di imbarazzo a svolgere il successivo allenamento con i pesi in tali condizioni.
I vantaggi teorizzati da un Concurrent training in cui l'attività aerobica precede i pesi, è quella di favorire un migliore riscaldamento e ridurre il rischio di infortuni. Un'altra teoria suggerirebbe che se l'attività cardio svolta prima risulta a moderata intensità (zona lipolitica), non vada ad intaccare in maniera rilevante le scorte di glicogeno, lasciando la disponibilità di tale fonte energetica nella successiva attività anaerobica. Alcuni hanno ipotizzato che questa modalità riesca anche a migliorare la successiva prestazione anaerobica, o comunque migliorare la prestazione aerobica senza accusare lo stato di fatica imposto dalla precedente attività con i pesi. Si è ipotizzato anche che svolgere prima il cardio possa facilitare la perdita di grasso in quanto l'attività con i pesi crea un maggiore affaticamento, ed eseguirla prima del cardio ridurrebbe la durata dello stesso, così da compromettere la prestazione dell'attività dimagrante.
Sembrerebbe quindi che le motivazioni spesso siano perlopiù condizionate dalla preferenza dell'allenatore. Chi ritiene più importante l'attività anaerobica giustifica la scelta di farla precedere a quella aerobica in gran parte per questioni di massima resa nella prima, ma succede anche viceversa nel caso venga ritenuta più importante l'attività aerobica. Tralasciando le preferenze e motivazioni personali, per cui si tende a giustificare l'ordine degli esercizi scelto facendo leva su varie teorie non confermate o facilmente smentibili, esiste una realtà scientifica che tutt'oggi non è riuscita a dare una risposta troppo chiara su quale ordine sia meglio indicato per ottenere i migliori risultati. Non si esclude ad esempio che l'ordine scelto possa condizionare diversamente certi obiettivi, come il dimagrimento, il miglioramento degli adattamenti e delle prestazioni muscolari, o il miglioramento delle prestazioni aerobiche. Certo è che alcune ricerche hanno fornito delle risposte abbastanza chiare su questo tema, ma è necessario effettuare ulteriori studi per poter accertare definitivamente quale sia l'ordine migliore, il quale comunque può facilmente variare in base all'obiettivo specifico.

### La ricerca

#### Pesi-Aerobica
Alcune evidenze scientifiche suggeriscono che impostare prima l'attività anaerobica con i pesi, e poi quella aerobica, dia dei risultati superiori sulla perdita di grasso corporeo rispetto all'organizzazione inversa. Paoli et al. (2009), paragonando un protocollo "pesi e aerobica" o "aerobica e pesi", segnalarono che quest'ultima modalità produceva un'inferiore riduzione della massa grassa, tuttavia entrambi producevano una riduzione della massa magra. La riduzione della massa magra provoca di conseguenza una riduzione del metabolismo basale, e quindi una riduzione, o un mancato innalzamento, dell'efficienza metabolica e della capacità lipolitica.
Uno dei motivi della maggiore efficacia di un protocollo in cui i pesi precedono l'aerobica può essere dovuto alla maggiore risposta del GH, ormone dalle forti capacità di mobilizzazione dei grassi di deposito, nonché importante responsabile dell'anabolismo muscolare. Goto et al. (2005) analizzando l'ordine degli esercizi, osservarono che quando i soggetti eseguivano il cardio prima dei pesi, i livelli di GH erano ridotti di più di 3 volte rispetto a quando eseguivano la sola attività con i pesi. La risposta del GH all'attività con i pesi viene quindi attenuata se viene svolta prima l'attività aerobica. Secondo i ricercatori, questo effetto potrebbe essere causato dall'incremento degli FFA plasmatici all'inizio dell'esercizio coi pesi. Da un'altra analisi di Goto et al. (2007), eseguire prima l'esercizio con i pesi aumenta l'utilizzo di grassi durante la successiva attività aerobica, soprattutto se questo avviene entro brevi distanze dal termine dell'esercizio anaerobico. L'esercizio anaerobico innalza maggiormente i livelli di noradrenalina, GH sierico, insulina, acidi grassi liberi (FFA) e glicerolo, prima di iniziare l'attività aerobica. Va precisato tuttavia, come l'esaltazione del dispendio di grassi durante l'esercizio non sia un indicatore dell'efficacia dello stesso per la riduzione della massa grassa a lungo termine. In altre parole, non c'è correlazione tra l'utilizzo preponderante o preferenziale dei grassi durante l'esercizio, ed un maggiore dimagrimento. Altri vantaggiosi effetti della modalità "pesi-aerobica" sarebbero riconoscibili nel miglioramento della funzione cardio-vascolare. Okamoto et al. (2007) suggerirono che, sebbene la funzione vascolare non migliorasse eseguendo l'esercizio aerobico prima dei pesi, eseguire l'esercizio aerobico in seguito ai pesi potesse impedire il deterioramento della funzione vascolare.
Un'ulteriore valida motivazione per svolgere prima i pesi dell'aerobica potrebbe essere una maggiore salute del rachide e la prevenzione di infortuni in tale zona. Kingsley et al. (2012) constatarono che la corsa su treadmill ad intensità moderata per soli 30 minuti può diminuire la capacità di carico della colonna vertebrale, influendo su un decremento dello spessore e del volume dei dischi intervertebrali soprattutto a livello della zona toracica e lombare. In altre parole, questo potrebbe influire in negativo sulla colonna, poiché se si solleva un peso abbastanza pesante, mentre il volume del disco è ridotto, si potrebbe essere maggiormente esposti al rischio di un infortunio alla schiena. In questo senso, per prevenire tale genere di problematiche può essere indicato inserire l'attività aerobica per dopo i pesi. Tuttavia questa considerazione assume un particolare valore nel contesto della corsa, ma non necessariamente eseguendo altri tipi di attività aerobica come la pedalata su cicloergometro.
Il protocollo "pesi e aerobica" può fornire anche dei benefici sulla riduzione dell'indolenzimento muscolare a insorgenza ritardata (DOMS). Tufano et al. (2012) hanno trovato che l'aerobica a moderata intensità a seguito dell'esercizio con i pesi eccentrico favorisse una maggiore riduzione del DOMS rispetto all'esercizio aerobico a bassa intensità o senza praticare alcun esercizio aerobico. Sembra quindi che l'aerobica a moderata intensità eseguita a seguito dell'esercizio con i pesi possa fornire vantaggi anche in questo senso.

#### Aerobica-pesi
Anche se la maggior parte delle analisi scientifiche sull'impostazione degli esercizi hanno osservato una superiorità, sotto diversi aspetti, nel far precedere l'attività anaerobica a quella aerobica, sembra che il dispendio energetico sia maggiormente elevato facendo precedere il cardio ai pesi. Drummond et al. (2005), analizzarono l'impatto delle diverse modalità di impostazione sul EPOC. L'EPOC è il fenomeno metabolico che indica, tra i vari fattori, l'aumento del metabolismo e del dispendio energetico post-allenamento. Analizzando quattro protocolli, "solo corsa", "solo pesi", "corsa-pesi" e "pesi-corsa", risultò che l'esercizio con i pesi innalzava l'EPOC più dell'esercizio aerobico (un effetto più volte confermato anche da altre ricerche). I livelli del EPOC tornarono ai livelli basali pre-esercizio entro 40 minuti dal termine di tutte le 4 sessioni. Al decimo minuto della fase EPOC, questo era più elevato del 66% rispetto ai valori basali dopo i protocolli "solo pesi" e "corsa-pesi", comparato al 45% e 34% rispettivi delle modalità "pesi-corsa" e "solo corsa". A 20 minuti dal post-esercizio il protocollo "solo pesi" manteneva un innalzamento del metabolismo del 28% maggiore dei livelli basali se comparato al "solo corsa", che manteneva i valori più bassi tra tutti, attorno al 17%. L'EPOC era più elevato nella modalità "corsa-pesi" rispetto alla modalità "pesi-corsa", ma i ricercatori ribadirono che questo effetto era causato dal fatto che i pesi incidevano sul EPOC più dell'aerobica, più che dall'ordine degli esercizi in sé. Essi osservarono anche che l'esercizio del treadmill (tappeto mobile) era fisiologicamente più difficoltoso da eseguire a seguito dei pesi. Un altro punto interessante fu il fatto che il Concurrent training incideva maggiormente sul EPOC più dell'esecuzione anaerobica e aerobica in sessioni separate. Da questi risultati, Drummond e colleghi consigliarono di svolgere prima l'attività cardio e poi quella con i pesi.
Nonostante questi effetti apparentemente positivi, l'esercizio di endurance ha mostrato di ridurre la prestazione con i pesi se svolto prima. Leveritt e Abernethy (1999) osservano che quando l'attività cardio in modalità Interval training ad alta intensità su cicloergometro precedeva i pesi, il numero di ripetizioni sullo squat veniva ridotto dal 13 al 36%, rispetto a quando non veniva svolta l'attività cardio. I risultati suggerirono che quando l'esercizio cardio precede quello con sovraccarichi, lo stimolo muscolare può essere ridotto, limitando potenzialmente l'entità degli adattamenti fisiologici. La ricerca di Leveritt e Abernethy tuttavia non testava l'attività aerobica (l'interval training normalmente è una modalità mista aerobica/anaerobica), e non aveva considerato se a compromettere la prestazione con i pesi fosse l'attività cardio in sé, oppure il pre-affaticamento dei muscoli coinvolti nell'attività cardio, poi stimolati con i pesi.
Sporer e Wenger (2003) fecero luce su queste ambiguità, e studiarono l'eventuale affaticamento indotto dall'attività cardio, trovando delle nuove conclusioni rispetto alla precedente ricerca. Essi osservarono che svolgendo l'esercizio aerobico prima dei pesi, certamente avveniva una riduzione delle prestazioni di forza, per un massimo di otto ore. I soggetti non si ripresero pienamente fino a 24 ore dopo la sessione di allenamento aerobico. Tuttavia la diminuzione della forza era stata particolarmente significativa nei muscoli allenati durante l'allenamento cardio. L'Interval training e l'allenamento aerobico continuato hanno creato allo stesso modo una riduzione della forza nei muscoli precedentemente coinvolti nell'attività aerobica. È importante sottolineare che in realtà la riduzione della performance sui pesi avveniva solo sul leg press, ma non su panca piana. Questo tenendo presente che l'attività cardio era svolta su cicloergometro (cyclette). Lo studio quindi mise in luce il fatto che la riduzione della forza era limitata solo ai gruppi muscolari coinvolti nella precedente attività aerobica. Il cicloergometro coinvolge gli arti inferiori, e questo ebbe un impatto negativo sulla prestazione sul Leg press. La panca piana invece non venne negativamente condizionata dall'attività cardio. Queste evidenze sono state più recentemente confermate da Tan et al. (2014), i quali hanno osservato che l'esercizio aerobico svolto prima dei pesi interferisce con la prestazione negli esercizi dedicati alle parti inferiori del corpo, ma non negli esercizi dedicati alle parti superiori.
Davis et al. (2008) valutarono le differenze tra due concurrent training dal diverso ordine. Ventotto donne giovani vennero divise in due gruppi che prevedevano un concurrent training da 3 giorni a settimana per 11 settimane. Il primo gruppo eseguiva riscaldamento, pesi a bassa intensità cardiaca, aerobica e defaticamento. L'altro gruppo eseguiva riscaldamento, aerobica, pesi ad alta intensità cardiaca con cardioaccelerazione prima di ogni serie e defaticamento. Il gruppo "pesi-aerobica" ottenne visibili aumenti della forza e della massa muscolare nella parte inferiore e superiore del corpo, con una tendenza verso un maggiore resistenza muscolare nella parte inferiore e una riduzione della flessibilità nella parte superiore del corpo. Il gruppo "aerobica-pesi" ottenne un distinguibile aumento della forza muscolare nelle parti superiori e inferiori, un aumento della resistenza muscolare nelle parti inferiori, un aumento della massa magra, un aumento della flessibilità nella parte inferiore del corpo, e un diminuzione della massa grassa. Il gruppo "aerobica-pesi" ottenne dei guadagni sensibilmente maggiori rispetto al gruppo "pesi-aerobica" per 6 dei 9 adattamenti indotti dall'esercizio. I ricercatori conclusero che un allenamento composto da prima da pesi seguito dall'aerobica produce adattamenti superiori a quelli riportati in letteratura per lo sviluppo di svariati adattamenti rispetto ai soli pesi, ma un allenamento in cui si fa precedere prima l'aerobica ai pesi produce dei miglioramenti e dei guadagni maggiori rispetto alla condizione inversa.
La stessa equipé di Davis (2008) effettuò un altro esperimento simile. Trenta donne e 20 uomini giovani sani vennero divisi in due gruppi analoghi a quelli dello studio precedente, facendo presente che differissero tra loro solo per la tempistica e la sequenza degli esercizi. Durante l'esercizio, il gruppo "pesi-aerobica" mostrò un visibile aumento degli adattamenti cardiovascolari nelle donne, indicando un abbassamento della frequenza cardiaca a parità di intensità, mentre il gruppo "aerobica-pesi" favorì un miglioramento degli adattamenti cardiovascolari e cardiorespiratori superiore in entrambi i sessi rispetto al protocollo inverso. In sintesi, il protocollo "aerobica-pesi" consentì un maggiore guadagno in 4 dei 6 adattamenti analizzati.

#### Affaticamento specifico
Anche se pare sia logico supporre che svolgere l'attività con i pesi prima rende più impegnativa la prestazione aerobica sul treadmill a causa della fatica cumulativa, potrebbe essere vero anche il contrario. Come precedentemente riportato, alcune ricerche hanno segnalato una riduzione della prestazione con i pesi se prima veniva preceduta l'attività cardio se quest'ultima va a coinvolgere i muscoli che verranno poi stimolati con i pesi. Tuttavia l'esercizio con sovraccarichi in genere richiede più impegno e coordinazione muscolare se svolto nelle più comuni modalità pesi liberi o calistenia, mentre molte macchine cardio impongono un movimento semplice, continuo, ripetitivo e vincolato (bike, elliptical trainer) spesso impostato a moderata intensità, e quindi senza una particolare richiesta di coordinazione e impegno neuromuscolare, né imponendo una grande entità di sforzo. Effettivamente gli sforzi anaerobici richiedono più energia per essere compiuti, mentre l'attività aerobica, soprattutto se svolta ad intensità basse o moderate, è per definizione meno intensa. Questo lascerebbe intendere che, se viene data la priorità alla prestazione aerobica-cardiovascolare, e se questa prestazione vuole essere svolta ad alte intensità e su macchinari che impongono un maggiore intervento muscolare sinergico (treadmill, stepper), l'attività aerobica ha motivo di essere impostata prima per garantire la massima resa, compromettendo però facilmente la successiva prestazione con i pesi, sia per quanto riguarda il carico sollevato, che gli adattamenti e i miglioramenti muscolari. Se viene data la priorità al miglioramento degli adattamenti muscolari (forza, ipertrofia, endurance muscolare) ottenibili con i sovraccarichi, senza nulla togliere alla blanda attività cardio dimagrante, l'esercizio coi pesi dovrebbe essere svolto prima, e ciò enfatizzerebbe il dispendio di grassi durante la stessa attività cardio, oltre che un maggiore dimagrimento. Quest'ultima modalità ha infatti mostrato di ottenere risultati più vantaggiosi in termini di aumento della massa muscolare, e riduzione della massa grassa.

#### Miglioramento dei guadagni e degli adattamenti
Chtara et al. (2008) esaminarono le diverse sequenze del Concurrent training testando l'esercizio coi pesi in forma di Circuit training e l'esercizio di endurance ad alta intensità. I protocolli testati erano "solo endurance", "solo circuit training", "endurance-circuit training", "circuit training-endurance". Non vennero osservate differenze significative tra i protocolli "endurance-circuit training", "circuit training-endurance" per tutti i test. Tuttavia questi ultimi due portarono a inferiori miglioramenti della forza massima, forza esplosiva, e potenza, rispetto al protocollo "solo circuit training". I ricercatori conclusero che la sequenza degli esercizi nel Concurrent training non influenzava la risposta adattativa del muscolo scheletrico. Secondo questi risultati, il solo Circuit training porta a miglioramenti della forza e potenza significativamente maggiori rispetto a quando l'esercizio coi pesi e di endurance vengono combinati nella stessa sessione di allenamento, confermando una buona parte delle conclusioni di altri studi. Paoli et al. (2009) segnalarono come entrambi gli ordini producessero una riduzione della massa magra, cosa che non venne invece confermata da altre ricerche. I risultati incrociati delle due ricerche condotte da Davis et al. (Davis et al. 2008a; Davis et al. 2008b) stabilirono che l'ordine "aerobica-pesi" fosse superiore per stimolare gran parte degli adattamenti ricercati, a partire da una maggiore riduzione della massa grassa, un maggiore aumento della massa magra, della resistenza, della flessibilità, e degli adattamenti cardiovascolari e cardiorespiratori.
Infine è necessario considerare che eseguire l'esercizio coi pesi prima dell'aerobica rende più faticosa la stessa prestazione aerobica, come stabilito da alcune ricerche come quelle di Bailey et al. (1996) e Drummond et al. (2005). Questo rende evidente che, se l'obiettivo principale e prioritario della sessione risulta il miglioramento della prestazione di endurance, allora questa può essere svolta prima dei pesi. Tuttavia, si ribadisce come, per esaltare invece le proprietà lipolitiche della stessa attività aerobica, questa possa essere invece svolta dopo i pesi. 
Per quanto invece riguarda gli adattamenti aerobici, in contrasto con precedenti studi che osservarono importanti benefici in atleti di endurance a seguito dell'inclusione di programmi di forza nel proprio allenamento, Schumann et al. (2015) ha recentemente dimostrato come non vi sia nessun vantaggio rispetto al semplice allenamento aerobico nell'effettuare una sessione di pesi immediatamente dopo quella di endurance.

#### Dimagrimento
Per quanto riguarda invece il fattore dimagrimento, i dati a prima vista sembrerebbero controversi. Drummond concluse che far precedere l'attività cardio ai pesi produce un maggiore innalzamento del metabolismo e del dispendio energetico (EPOC) a seguito dell'attività fisica. Questo potrebbe far concludere che l'impostazione "cardio-pesi" possa rivelarsi migliore per ridurre la massa grassa perché nelle ore successive al termine dell'attività il metabolismo rimarrebbe elevato di più e per più tempo. In realtà questi risultati non provano che tale sequenza causi una maggiore perdita di grasso dopo un certo periodo di allenamento. L'aumento del metabolismo post-esercizio può essere un indicatore di questi meccanismi, ma, al contrario della sequenza inversa, non esistono evidenze dirette che provino la maggiore efficacia nella perdita di massa grassa.
I risultati di Drummond indicarono che l'EPOC fosse maggiore nell'ordine "aerobica-pesi" piuttosto che inversamente, ma tali conclusioni meritano un'attenta interpretazione, in quanto se approfondite, lasciano intendere che l'EPOC causato dalle modalità "corsa-pesi" e "pesi-corsa" comunque non fosse così elevato. In aggiunta, come ribadito dai ricercatori stessi, è normale che l'EPOC apparisse più elevato nelle modalità "solo pesi" e "corsa-pesi", in quanto i pesi innalzano maggiormente l'EPOC essendo un'attività anaerobica, e prevedebilmente misurando l'EPOC entro brevi distanze dal termine dell'attività anaerobica (10 minuti) verrebbe rilevata una maggiore attività metabolica rispetto a quella riscontrata se l'ultima attività svolta nell'allenamento fosse aerobica. Come quanto dichiarato nelle conclusioni dello studio: "la sequenza dell'esercizio coi pesi e il treadmill influenza l'EPOC, principalmente a causa degli effetti dell'esercizio coi pesi piuttosto che la combinazione degli esercizi".
Goto rilevò che i livelli di GH (ormone lipolitico, cioè dimagrante) a seguito dell'attività con i pesi, venivano sensibilmente attenuati di più di 3 volte se prima veniva svolta l'attività aerobica. Ridurre la secrezione di GH potrebbe quindi tradursi un minore effetto dimagrante. L'altra ricerca di Goto osservò che se l'attività aerobica viene preceduta dai pesi, durante la stessa prestazione aerobica avviene un maggiore dispendio di grassi. Questi dati lascerebbero qualche dubbio sulla superiorità di una delle due modalità di impostazione del Concurrent training sul dimagrimento, perché le conclusioni di entrambi i ricercatori sembrerebbero valorizzare entrambi i metodi. Ma la ricerca meno nota di Paoli rispose più concretamente a questo quesito effettuando una prova diretta, e osservò che la modalità "pesi-aerobica" produceva dei miglioramenti corporei superiori alla modalità "aerobica-pesi", sebbene entrambe le modalità avessero portato ad una riduzione della massa magra. I risultati di Davis invece constatarono che l'ordine "aerobica-pesi" portasse ad un generale miglioramento della composizione corporea agendo anche sull'aumento della massa magra.

#### Sintesi
- Il Concurrent training può portare alcuni benefici aggiuntivi rispetto all'esecuzione dei singoli allenamenti aerobici o anaerobici;[24][29][62]
- Il Concurrent training può incidere maggiormente sul dimagrimento se comparato alle rispettive sedute singole;[38][39]
- Il Concurrent training può avere un ruolo inibitorio sul massimo sviluppo delle prestazioni fisiche aerobiche e anaerobiche;[4][16][57]
- Effettuare il cardio prima dei pesi penalizza la prestazione con i pesi[16], soprattutto se l'attività cardio coinvolge i gruppi muscolari reclutati con l'attività con i pesi[54];
- Effettuare i pesi prima del cardio rende più impegnativa la prestazione aerobica;[37][58]
- Effettuare il cardio prima dei pesi risulta in un aumento leggermente superiore del metabolismo post-esercizio (EPOC);[37]
- Effettuare il cardio prima dei pesi porta a ridurre significativamente la secrezione di quegli ormoni che favoriscono e accelerano l'utilizzo di grassi (GH, adrenalina, noradrenalina);[48]
- Effettuare i pesi prima del cardio porta ad incrementare significativamente il dispendio lipidico durante la successiva prestazione aerobica;[47]
- Il cardio sul treadmill a moderata intensità e moderato volume porta ad una riduzione dello spessore e del volume dei dischi intervertebrali[52], e questo può esporre maggiore la schiena a infortuni se segue un'attività con i pesi;
- L'aerobica a moderata intensità dopo i pesi ha mostrato una riduzione del DOMS[53], ma non sono noti gli effetti indotti dall'ordine inverso;
- Le persone che intendono massimizzare la massa muscolare e enfatizzare la perdita di grasso dovrebbero far precedere l'attività con i pesi al cardio;[46]
- I pesi prima dell'aerobica hanno dimostrato di enfatizzare maggiormente il dimagrimento rispetto alla condizione inversa;[46]
- La modalità "aerobica-pesi-aerobica" sembra essere, secondo alcuni risultati scientifici, la più efficace impostazione del Concurrent training per migliorare la composizione corporea;[46]

## Metodi alternativi
A causa dell'acceso e persistente dibattito in ambito scientifico sul fatto che il Concurrent training possa attenuare gli adattamenti indotti dalle diverse tipologie di attività fisica, alcuni ricercatori e professionisti del fitness hanno ipotizzato che svolgendo attività alternative, che includono una componente aerobica e una anaerobica nella stessa seduta, si possano evitare di effetti negativi del Concurrent training.

### Aerobica Tonificazione Aerobica
Un interessante metodo recente è stato elaborato dall'equipe di ricercatori italiani capeggiata da Paoli (2009). Intenzionati a comprendere quale delle modalità in Concurrent training fosse più efficace per il miglioramento della composizione corporea, e quindi della contemporanea perdita di massa grassa e dei guadagni di massa magra, i ricercatori testarono 3 tipi di protocolli: "pesi-aerobica (TA)", "aerobica-pesi-aerobica (ATA)", e "aerobica-pesi (AT)". Tutti i 3 protocolli erano organizzati con una parte aerobica della durata totale di 40 minuti, e un'attività coi pesi della durata di 20 minuti, con la differenza che venivano distribuiti in maniera diversa (60 minuti totali). Questa ricerca rivelò che tra i 3 tipi di allenamento, quello che dava risultati meno soddisfacenti era "aerobica-pesi", il quale mostrò risultati scadenti sul calo della percentuale di grasso, oltre che una riduzione della massa muscolare, e quindi senza innalzare i valori metabolici. La modalità "pesi-aerobica" portò ad una maggiore riduzione della massa grassa, paragonabile a quella creata dal "aerobica-pesi-aerobica", ma anche questa portò ad una riduzione della massa magra. Il protocollo che diede i risultati più positivi fu l'"aerobica-pesi-aerobica" (ATA), in cui venne registrata una significativa perdita di massa grassa e un contemporaneo incremento della massa muscolare. Da questi risultati, gli studiosi diffusero un tipo di protocollo denominato Aerobica Tonificazione Aerobica o ATA, in cui l'attività aerobica veniva svolta per 20 minuti sia prima che dopo l'attività con i pesi, sempre della durata di 20 minuti. Sebbene l'efficacia di tale protocollo necessiti di ulteriori accertamenti, sembra che, tra le diverse modalità possibili di Concurrent training, questa impostazione riesca a dare i risultati più vantaggiosi tra le varie possibilità testate.

### Circuit training
Il Circuit training (CT) è una modalità di allenamento con i pesi, in cui l'intensità è bassa (40-60% 1 RM) e le pause tra gli esercizi sono assenti o molto brevi (entro 30 secondi). Solitamente i Circuit training prevedono il coinvolgimento di tutto il corpo in un'unica seduta (allenamento Total body) e il battito cardiaco durante la durata totale dell'allenamento a circuito è mediamente maggiore rispetto al classico esercizio coi pesi a causa degli intervalli molto ridotti. Poiché il CT richiede un maggiore impegno cardiovascolare, spesso viene usato per migliorare questo aspetto. Esso pertanto può migliorare in un certo modo la capacità aerobica, anche se in maniera inferiore rispetto all'esercizio aerobico. Dal momento che il CT permette di ottenere i benefici tipici dell'allenamento aerobico e anaerobico in un'unica seduta, è possibile eseguire tale tipologia di esercizio per sostituire il Concurrent training. Alcuni ricercatori hanno constatato che il Circuit training porta a miglioramenti sullo sviluppo della forza e potenza significativamente maggiori rispetto al Concurrent training in cui viene previsto lo stesso Circuit training e l'attività di endurance consecutivamente. Queste conclusioni rimarrebbero in linea con gran parte delle ricerche, le quali suggeriscono che il Concurrent training può ridurre l'entità degli adattamenti muscolari tipicamente anaerobici.

### Aerobic circuit training
L'Aerobic Circuit Training (ACT) è una variante del normale Circuit training che integra delle stazioni aerobiche tra le serie dell'esercizio coi pesi. Essendo una modalità che fonde l'esercizio con i pesi all'attività aerobica, in un protocollo misto aerobico/anaerobico, è stato ipotizzato che l'ACT possa offrire i vantaggi del Concurrent training ma evitandone gli eventuali effetti inibitori. In realtà queste conclusioni non sono state provate a livello scientifico, ma ciò che emerge a da alcune ricerche è che l'ACT riesca a creare dei miglioramenti cardiovascolari e un dispendio energetico maggiori rispetto al normale Circuit training, pur dimostrando allo stesso modo la capacità di migliorare la forza e la massa muscolare e ridurre la massa grassa. In altre parole l'Aerobic Circuit Training dimostra di apportare miglioramenti tipici di entrambi i tipi di allenamento, anaerobico e aerobico, superiori al Circuit training. Tuttavia non è stato dimostrato se l'ACT possa dimostrarsi superiore al Concurrent training in termini di adattamenti fisiologici e dimagrimento.

### Interval training
L'Interval training (IT) rappresenta una famiglia di allenamenti cardiovascolari in cui l'attività ad intensità maggiori viene alternata con periodi di recupero passivo o attivo, cioè alternando l'attività con un riposo totale, oppure continuando lo sforzo ad intensità molto basse permettendo un recupero fisico. Tendenzialmente, l'IT si presenta come un'attività mista aerobica/anaerobica, perché in genere nelle fasi di picco in cui viene raggiunta la massima intensità, viene superata la soglia anaerobica, e quindi avviene un continuo passaggio dal metabolismo aerobico a quello anaerobico. Una delle forme di IT più comuni in ambito fitness è l'High Intensity Interval Training (HIIT), svolto su macchinari cardio, in cui la prestazione anaerobica ad alta intensità viene alternata con periodi di recupero attivo in cui avviene un passaggio verso il metabolismo aerobico. Potrebbe essere suggerito di svolgere l'IT in alternativa al Concurrent training proprio per il fatto che è più comunemente impostato come attività mista aerobica/anaerobica, offrendo simili stimoli metabolici.

## Alcuni metodi cardiofitness
- Steady State Training (SST)
- Power Aerobic Circuit (PAC)
- High Intensity Interval Training (HIIT)
- Step-Wise Interval Training
- Tabata Training (o Guerrilla cardio)
- Circuit Training (CT)
- Aerobic Circuit training (ACT)
- Stubborn Fat Protocol (SFP)
- Spot reduction (SR)
- Peripheral Heart Action (PHA)
- Aerobica Tonificazione Aerobica (ATA)
- Fartlek

## Alcuni metodi diresistance training
- Circuit Training (CT)
- High intensity training (HIT)\Heavy duty (HD)
- Position of flexion (POF)
- German Body Composition (GBC)
- German Volume Training (GVT)
- Power factor training
- Static contraction training
- Body contact
- Fascial Stretch Training (FST-7)
- Zone training
- High Octane Cardio (HOC)
- Metabolic resistance training (MRT)
- Breve intenso infrequente organizzato (BIIO)